# مديرية سيئون

تعديل مصدري - تعديل

مديرية سيئون في محافظة حضرموت ومركزها سيئون. بلغ عدد سكانها 102409 نسمة عام 2004.
ويتبع لها العديد من القرى مثل: سيئون، الفجير، الحدج، تاربة، تاربة البلاد، الحسيسة، حوطة سلطانة، بلاد بور، شاقح، بور، الرييدة، الرحية، قبر حنظلة، صليلة، عرض آل الصقير، مدودة، تريس، الغرفة.

## الموقع
تقع قي منتصف وادي حضرموت على بعد 360 كيلو متر تقريباً عن عاصمة المحافظة المكلا عبر الطريق الغربي. وهي عاصمة وادي حضرموت، تقع في الجانب الغربي للوادي، وتبعد عن مدينة شبام 19 كم، وتبعد عن مدينة تريم 35 كم.
كان لها طابع بريد خاص بها من السلطنة الكثيرية التابعة لمحمية عدن أيام الانتداب البريطاني.

موقع مديرية سيئون في محافظة حضرموت

## الجغرافيا
تبلغ مساحة مديرية سيئون حوالي (804) كيلو متر مربع وتقع المديرية في الجزء الأوسط من محافظة حضرموت ووادي حضرموت على خط طول 48.46 درجة شرق غرينتش وخط عرض 15.57 درجة شمال خط الاستواء ويحدها من الجنوب مديريتي تريم وساه ومن الشمال مديريتي تريم والقف ومن الشرق مديرية تريم ومن الغرب مديرية شبام. وتبعد مديرية سيئون عن عاصمة المحافظة المكلا بـ 320 كيلومتر.
وبالحديث عن التضاريس فإن المديرية تتكون من سطح سهلي منبسط نسبيا ويشكل جزء من وادي حضرموت وتحيط بها سلاسل جبلية من الجهتين الشمالية والجنوبية والتي تؤدي إلى الهضبتين الشمالية والجنوبية، كما تخترق وتتخلل هذه السلاسل الجبلية عدد من الأودية الفرعية لوادي حضرموت أهمها في الجهة الجنوبية وادي شحوح وجثمه ووادي بن سلمان بتاربة وفي الجهة الشمالية وادي مدر ببور.

## السكان
تتركز التجمعات السكنية في المدينة وضواحيها ومناطق تاربة والغرفة ووبور ومدودة ويشكل سكان المناطق الحضرية نسبة (47,4)% والمناطق الريفية (52,6%). وعموماً يشكل سكان المديرية نسبة 10,9% من إجمالي سكان المحافظة و14.3% من سكان الوادي والصحراء.

## المناخ
كما أن المناخ مداري يتسم بارتفاع درجة الحرارة صيفاً (26- 42 درجة مئوية) ومعتدل شتاءً (6 – 28 درجة مئوية). والأمطار فيها نادرة وتهطل عادةً ابتداءً من منتصف فصل الربيع حتى فصل الخريف.